# Хорія Мачелларіу
Хорія Мачелларіу (рум. Horia Ion Pompiliu Macellariu; *28 квітня 1894, Крайова, Румунське королівство — †11 липня 1989, Бухарест) — контр-адмірал румунських військово-морських сил в роки Другої світової війни.

## Біографія
Народився в сім'ї інженера і дочки кавалерійського офіцера. Закінчив школу імені Міхая Хороброго в Бухаресті і артилерійську, інженерну і морську школу, 15 червня 1915 йому було присвоєно звання сублокотенента (другого лейтенанта). Під час Першої світової війни служив ад'ютантом Ніколае Негру на кораблі Principele Nicolae.
У 1926 отримав ступінь доктора в галузі політики і економіки. З 1927 по 1928 навчався у військово-морській академії в Парижі.
У 1944 контр-адмірал румунських військово-морських сил Мачелларіу став командиром найбільшого об'єднання румунського флоту — дивізії Чорного моря. Керував евакуацією німецьких і румунських військ з Криму і Одеси в квітні-травні 1944.
В ході блискуче проведеної операції вивіз із Криму 57386 німецьких військовослужбовців, 35877 румунських солдатів і 25480 інших військових.
За це нагороджений 27 травня 1944 німецьким Лицарським хрестом Залізного хреста.
24 березня 1945 переведений в резерв збройних сил Румунії. 8 листопада 1945 став одним з організаторів монархістської демонстрації в Бухаресті, після чого жив в Румунії під чужим ім'ям, поки не був заарештований 19 квітня 1948. Перебував в ув'язненні до 29 липня 1964. Пізніше був реабілітований і відновлений у званні контр-адмірала. Помер в Бухаресті у віці 95 років, був похований на цвинтарі монастиря Козія поруч з батьками і дружиною.
Вільно володів англійською, італійською, німецькою і французькою мовами. Автор праць з тактики:
- Dreptul internaţional în războiul maritim
- Activitatea flotilei austro-ungare pe Dunăre în războiul mondial
- Strategia navală
- În plin uragan

У його честь названий корвет румунських військово-морських сил і вулиця в Бухаресті.

## Нагороди[1]
- Орден Почесного легіону, кавалер (Франція; 1928)
- Орден Хреста Перемоги 3-го класу (Словаччина)

### Нагороди Румунії
- Орден Корони Румунії
- Орден Михая Хороброго 3-го класу
- Орден Зірки Румунії
  - офіцерський хрест (8 червня 1940)
  - великий хрест

### Нагороди Третього Рейху
- Залізний хрест 2-го і 1-го класу
- Лицарський хрест Залізного хреста (21 травня 1944)
- Орден Заслуг німецького орла